# Salvatore Satta
Salvatore Satta (Nuoro, 9 d'agost de 1902 – Roma, 19 d'abril de 1975) fou un advocat i escriptor sard en llengua italiana.

## Biografia
Darrer fill del notari Salvatore Satta i d'Antonietta Galfrè, parent del poeta Sebastiano Satta, després d'estudiar a l'Institut Giorgio Asproni de Nuoro (Sardenya), aprova el Batxillerat a l'Institut Azuni de Sassari l'any 1920 i es llicencia en Dret a la mateixa ciutat el 1924. Fou un dels juristes italians més coneguts, especialista en Dret civil, i també un dels seus millors novel·listes.

### Carrera universitària
Comença la carrera acadèmica el 1934 a la facultat de Dret de la Universitat de Camerino, a la província de Macerata, regió italiana de Les Marques. Posteriorment es trasllada a la Universitat de Pàdua (1937), Gènova (1938-1958) i Roma (1958-1975). Del 1945 al 1946 fou rector de la Universitat de Trieste.
El 1939 es casa amb Laura Boschian, docent de Literatura Russa a Trieste, amb la qual va tenir dos fills, Filippo i Gino (el primer va seguir els passos del pare i es va dedicar al Dret administratiu i constitucional).
El 1938, Salvatore Satta treballa per l'oficina legislativa del Ministeri de Justícia formant part de la comissió redactora del codi de comerç i la llei de concursos de creditors.

### Obra jurídica
Satta és autor d'importants manuals de jurisdicció utilitzats per les més prestigioses universitats italianes des del temps de la guerra fins a l'actualitat. Després de la seva mort, esdevinguda a Roma el 19 d'abril de 1975, els seus alumnes van tenir cura de les actualitzacions.
Durant els anys 1974 i 1975 col·labora amb el diari Il Tempo publicant articles de caràcter judicial i polític.

### Obra literària
Cal agrair a la seva família que Salvatore Satta sigui conegut en la seva faceta de novel·lista. Després de mort, els parents van descobrir, entre els documents de l'advocat, el mecanoscrit d'El dia del judici. Més endavant trobarien el manuscrit corresponent dins les pàgines d'una agenda vella. Satta l'havia començat a escriure el 1970, amb el patiment que li comportava evocar les imatges dels habitants, quasi tots desapareguts, de la Nuoro de la seva infantesa. Aquest és justament l'argument del llibre: una desfilada de personatges dels quals l'escriptor elabora una detallada investigació psicològica, a partir del pare notari i passant per tot l'entorn ciutadà, en una evocació a mig camí entre l'Antologia de Spoon River i la dansa macabra.
La novel·la es publicà pòstumament el 1977 a l'editorial Cedam, especialitzada en Dret. Inicialment inadvertit per la crítica, va haver d'esperar a l'edició d'Adelphi (1979) per esdevenir un fenomen literari de dimensions mundials. Avui dia, traduït a 17 idiomes, es considera una obra literària de gran qualitat i obté un ampli consens per part de la crítica més qualificada.
El dia del judici es va publicar en català a Proa, traduït per Carme Arenas, l'any 1988 en la col·lecció "A tot vent"
En castellà hi ha un parell d'edicions a Anagrama, traduïdes per Joaquín Jordà, del 1983 a "Panorama de narrativas" i del 2010 a la col·lecció "Otra vuelta de tuerca".